# Яськовщинский сельсовет
Яськовщинский сельсовет — административная единица на территории Лиозненского района Витебской области Республики Беларусь.

## История
В 2008 году деревня Надёжино преобразована в агрогородок.

## Состав
Яськовщинский сельсовет включает 16 населённых пунктов:
- Асташево — деревня.
- Бржезово — деревня.
- Запоженки — деревня.
- Засигово — деревня.
- Колышки — деревня.
- Кулятино — деревня.
- Луги — деревня.
- Макаренки — деревня.
- Матушево — деревня.
- Надёжино — агрогородок[2].
- Новь — деревня.
- Пацево — деревня.
- Рубежница — деревня.
- Таранки — деревня.
- Якубовщина — агрогородок.
- Яськовщина — деревня.

Упразднённые населённые пункты:
- Тупики — деревня.
- Шлехово — деревня[3].